# فیل ادواردز (بازیکن فوتبال)
فیل ادواردز (انگلیسی: Phil Edwards؛ زادهٔ ۸ نوامبر ۱۹۸۵) بازیکن فوتبال اهل بریتانیا است.
از باشگاه‌هایی که در آن بازی کرده‌است می‌توان به باشگاه فوتبال برتون آلبیون، باشگاه فوتبال مورکم، باشگاه فوتبال روچدیل، باشگاه فوتبال استیونج، باشگاه فوتبال ویگان اتلتیک، و باشگاه فوتبال آکرینگتون استنلی اشاره کرد.